# 迴聲 (電視劇)
《迴聲》（英語：Echo）是一部美國劇情超級英雄網路影集，改編自漫威漫畫的同名角色。影集是2021年影集《鷹眼》的衍生作品，是漫威影業開發製作的漫威電影宇宙的電視劇作品之一，與漫威電影宇宙系列電影處於同一架空世界和共同世界，於線上串流媒體平台Disney+和Hulu首播。影集由瑪麗恩·戴爾（Marion Dayre）開創並擔當首席編劇，席德妮·費蘭擔當導演。
阿拉奎·考克斯回歸領銜出演主要角色「迴聲」瑪雅·洛佩茲，該角色首次出現於2021年影集《鷹眼》。主演還包括文森·唐諾佛利歐和查理·考克斯。2021年3月，漫威開始開發影集，計劃啟用伊坦·柯恩和艾蜜莉·柯恩（Emily Cohen）擔當首席編劇。2021年11月，漫威正式確定開發影集，瑪麗恩·戴爾確定成為首席編劇。2022年3月，席德妮·費蘭確定執導影集。影集的主體拍攝於2022年4月下旬開機，計劃於9月殺青，拍攝地點包括喬治亞州亞特蘭大都會區的亞特蘭大、桃樹城、索肖爾瑟克爾和格蘭特維爾。
《迴聲》全集數於2024年1月9日在Disney+和Hulu首播。
此电视剧也是漫威首部TV-MA分级的电视剧。

## 演員與角色
- 阿拉奎·考克斯 飾演 瑪雅·洛佩茲／迴聲（英语：Echo (Marvel Comics)）

運動服黑幫首領，具有聽覺障礙的美國原住民，擁有攝影式反應能力，能夠完美複製別人的動作。
- 飾演 威廉·洛佩茲（William Lopez）

瑪雅已逝的父親，運動服黑幫前首領。
- 文森·唐諾佛利歐 飾演 威爾遜·菲斯克／金霸王（Wilson Fisk / Kingpin）

極具權勢的商人，紐約市的犯罪首腦，收養了年幼的瑪雅·洛佩茲，被瑪雅稱為叔叔。
- 查理·考克斯 飾演 馬修·梅鐸／夜魔俠（Matt Murdock / Daredevil）

生活在曼哈頓地獄廚房的盲人律師，幼時因事故被化學廢料弄瞎雙眼，卻因此增強了其他的感官功能，成為打擊犯罪的蒙面義警夜魔俠。
查斯克·史賓塞、丹圖·卡蒂娜、黛芙芮·雅各、科迪·萊特寧和葛拉罕·葛林參演影集，傑瑞米·雷納回歸客串飾演「鷹眼」克林頓·巴頓。

## 集數
| 集數 | 標題   | 譯名  | 導演            | 編劇 | 上線日期     |
| ---- | ------ | ----- | --------------- | --- | ------------ |
| 1    | 巧法   | Chafa | 席德妮·費蘭     | Marion Dayre and Josh Feldman & Steven P. Judd and Ken Kristensen | 2024年1月9日 |
| 2    | 洛瓦克 | Lowak | 席德妮·費蘭     | 故事構思 ：Marion Dayre and Josh Feldman & Steven P. Judd and Ellen Morton 劇本創作 ：Marion Dayre & Ken Kristensen and Josh Feldman & Steven P. Judd and Rebecca Roanhorse & Bobby Wilson | 2024年1月9日 |
| 3    | 圖克羅 | Tuklo | 卡特琳娜·麥肯齊 | 故事構思 ：Marion Dayre and Ken Kristensen 劇本創作 ：Ken Kristensen and Jason Gavin and Shoshannah Stern                                                                                  | 2024年1月9日 |
| 4    | 塔蘿阿 | Taloa | 席德妮·費蘭     | Ken Kristensen & Josh Feldman and Chantelle M. Wells | 2024年1月9日 |
| 5    | 瑪雅   | Maya  | 席德妮·費蘭     | Amy Rardin and Steven P. Judd & Ellen Morton and Chantelle M. Wells | 2024年1月9日 |

## 製作

### 開發
2020年12月，阿拉奎·考克斯確定參演2021年Disney+影集《鷹眼》，飾演漫威漫畫中的角色「迴聲」瑪雅·洛佩茲。2021年3月，漫威影業宣佈開發以「迴聲」瑪雅·洛佩茲為主角的衍生影集，定於線上串流媒體平台Disney+首播，阿拉奎·考克斯回歸領銜出演該角色，伊坦·柯恩和艾蜜莉·柯恩（Emily Cohen）擔當編劇及執行製片人。2021年11月，漫威正式確定開發影集，片名為《迴聲》（Echo），瑪麗恩·戴爾（Marion Dayre）擔當首席編劇。執導《鷹眼》第三集的導演伯特＆伯蒂沒有參與製作衍生影集《迴聲》，她們表示由美國原住民群體主導該影集的開發製作更為合適。2022年3月，席德妮·費蘭在個人Instagram上分享招募背景演員的資訊，透露她將執導影集。執行製片人還包括布拉德·溫德博姆:22。

### 劇本
2021年3月，漫威已經籌組完成編劇團隊。除了首席編劇瑪麗恩·戴爾之外，編劇團隊還包括肖珊娜·斯特恩、喬許·費爾德曼（Josh Feldman）、麗貝卡·羅恩霍、鮑比·威爾遜（Bobby Wilson）、史蒂芬·保羅·賈德（Steven Paul Judd）、傑森·加文（Jason Gavin）、肯·克里斯登森、達拉·瑞絲尼克、傑西卡·梅克倫堡（Jessica Mecklenburg）、凱特琳·謝菲斯（Kaitlyn Jeffers）和帕洛瑪·蘭姆（Paloma Lamb）。2022年2月中旬，編劇團隊已經創作完成其中兩集的劇本，外景製片人瑞恩·舍茨勒（Ryan Schaetzle）透露故事主要發生於一個小鎮之內。

### 選角
2021年3月，阿拉奎·考克斯有望回歸出演主要角色「迴聲」瑪雅·洛佩茲。2021年11月，漫威正式宣布阿拉奎·考克斯領銜出演該角色。漫威影業於2021年8月開始選角，尋找具有聽覺障礙的美國原住民或拉丁裔女演員。2022年4月，漫威開始招募兩組美國原住民臨時演員出演背景角色，其中一組飾演小鎮居民，背景角色還包括在帕瓦集會上的舞者和歌者。同月，文森·唐諾佛利歐和查理·考克斯確定回歸參演影集，分別飾演「金霸王」威爾遜·菲斯克和「夜魔俠」馬修·梅鐸，兩人此前在在漫威電視開發製作的Netflix系列電視劇《夜魔俠》等漫威電影宇宙相關影視項目中出演相應角色。當月月底，黛芙芮·雅各參演影集，《好萊塢新聞前線》稱她將飾演「品性堅韌、意志堅強」的主要角色茱莉（Julie）。

### 設計
斯泰西·卡巴列羅（Stacy Caballero）擔當服裝設計師，她此前在2017年電影《雷神索爾3：諸神黃昏》和2022年電影《黑豹2：瓦干達萬歲》中擔當服裝設計師助理。

### 拍攝
影集的主體拍攝原計劃於2022年2月或4月初開機。此後，拍攝日期推遲至2022年4月21日，拍攝時的工作標題為「海鱸魚」（Whole Branzino）和「蝗蟲」（Grasshopper），拍攝地點包括喬治亞州亞特蘭大都會區的亞特蘭大和索肖爾瑟克爾，席德妮·費蘭擔當導演。4月底至8月，劇組計劃移至桃樹城取景拍攝。5月16日至20日，劇組計劃在格蘭特維爾完成定場鏡頭拍攝作業。在亞特蘭大外的第一組外景拍攝將於6月1日開機，第二組在7月進行為期三週的外景拍攝。第一攝製組計劃於9月殺青。

## 發行
《迴聲》將於2024年1月10日在Disney+和Hulu首播。

## 相關媒體

### 紀錄片特輯
2021年2月，迪士尼宣佈製作紀錄片影集《漫威影業：創作大本營》，包括漫威電影宇宙電影和影集項目的幕後製作花絮，並採訪主要演員和創意團隊。以影集《迴聲》為主題的特輯於2024年1月31日釋出。

## 備註
1. ↑  依照漫威電影宇宙電視劇播出次序。
2. ↑  依照漫威電影宇宙中故事發生的時間次序，參見漫威电影宇宙#時間線。

## 資料來源
1. ↑  . Facebook. 2023-05-17  [2023-05-17]. （原始内容存档于2023-05-20） （中文（简体））.
2. 1 2 3 4  Moreau, Jordan. . Variety. 2021-03-22  [2021-03-22]. （原始内容存档于2021-03-22） （美国英语）.
3. 1 2 3  Hipes, Patrick. . Deadline Hollywood. 2021-11-12  [2021-11-12]. （原始内容存档于2021-11-12） （美国英语）.
4. ↑  White, James. . Empire. 2022-05-17  [2022-05-17]. （原始内容存档于2022-05-17）.
5. 1 2 3 4  Arvedon, Jon. . Comic Book Resources. 2022-04-05  [2022-04-05]. （原始内容存档于2022-04-05） （美国英语）.
6. 1 2  Andreeva, Nellie. . Deadline Hollywood. 2022-04-28  [2022-04-28]. （原始内容存档于2022-04-28） （美国英语）.
7. ↑  Otterson, Joe. . Variety. 2020-12-03  [2020-12-03]. （原始内容存档于2020-12-03） （美国英语）.
8. ↑  Davids, Brian. . The Hollywood Reporter. 2021-11-19  [2021-11-20]. （原始内容存档于2021-11-19） （美国英语）.
9. ↑  Davids, Brian. . The Hollywood Reporter. 2021-12-13  [2021-12-18]. （原始内容存档于2021-12-15） （美国英语）.
10. 1 2  Barnhardt, Adam. . ComicBook.com. 2022-03-19  [2022-03-20]. （原始内容存档于2022-03-20） （美国英语）.
11. 1 2   (PDF). stacycaballerodesign.com.   [2022-04-05]. （原始内容存档 (PDF)于2022-04-05） （美国英语）.
12. ↑   (PDF). Disney Media and Entertainment Distribution. 2022-03-16  [2022-03-27]. （原始内容存档 (PDF)于2022-03-25） （美国英语）.
13. ↑  Dayre, Marion [@mariondayre]. . 2021-11-13  [2022-01-12] –Instagram.     – via Miller, Nathan. . Murphy's Multiverse. 2021-11-14  [2022-01-12]. （原始内容存档于2021-11-15） （美国英语）.
14. 1 2  Dean, Jeffrey-Cullen. . The Newnan Times-Herald. 2022-03-04  [2022-03-10]. （原始内容存档于2022-03-04） （美国英语）.
15. 1 2  Flook, Ryan. . Bleeding Cool. 2021-08-14  [2021-08-14]. （原始内容存档于2021-08-14） （美国英语）.
16. 1 2 3  Steves, Ashley. . Backstage.com. 2022-04-05  [2022-04-05]. （原始内容存档于2022-04-05） （美国英语）. – via . echoextras.com. Marvel Studios.   [2022-04-05]. （原始内容存档于2022-03-28） （美国英语）.
17. ↑  . echopowwowextras.com. Marvel Studios.   [2022-04-27]. （原始内容存档于2022-04-27） （美国英语）.
18. 1 2  Anthony, Lund. . MovieWeb. 2022-04-05  [2022-04-06]. （原始内容存档于2022-04-06） （美国英语）.
19. 1 2 3  Ho, Rodney. . The Atlanta Journal-Constitution. 2022-03-17  [2022-03-29]. （原始内容存档于2022-03-18） （美国英语）.
20. ↑  King, Jack. . Collider. 2021-11-26  [2021-11-27]. （原始内容存档于2021-11-28） （美国英语）.
21. 1 2  Barnhardt, Adam. . ComicBook.com. 2022-04-20  [2022-04-20]. （原始内容存档于2022-04-20） （美国英语）.
22. ↑  . Production Weekly. 2021-07-07  [2021-07-16]. （原始内容存档于2021-07-08） （美国英语）.
23. ↑  Central Casting. . Facebook. 2022-02-24  [2022-03-03] （美国英语）.
24. ↑  Etheridge, Denise. . The Walton Tribune. 2022-03-08  [2022-03-10]. （原始内容存档于2022-03-11） （美国英语）.
25. ↑  . Facebook.   [2023-05-17]. （原始内容存档于2023-05-20） （中文（简体））.
26. ↑  Paige, Rachel. . Marvel.com. 2021-02-16  [2021-02-16]. （原始内容存档于2021-02-16） （美国英语）.
27. ↑  . Disney Plus Press. 2023-12-18 （英语）.

## 外部連結
- 官方网站
- 互联网电影数据库（IMDb）上《迴聲》的资料（英文）
- 在Disney+上觀看《迴聲》